# Dobrenići
Dobrenići is een plaats in de gemeente Generalski Stol in de Kroatische provincie Karlovac. De plaats telt 359 inwoners (2001).